# Línea 2 (Metro de Panamá)
La Línea 2 (conocida como L2) es la segunda línea de la red del Metro de Panamá tiene una longitud de 23 kilómetros y 16 estaciones (+2 en ramal)
Conecta con la Línea 1 en la estación San Miguelito  fue inaugurada el 25 de abril de 2019. Su color distintivo es el verde.
La línea 2 cuenta con un ramal que conecta la estación Corredor Sur y Aeropuerto en la estación Corredor Sur, tramo que sirve a los locales de corregimientos aledaños y al Instituto Técnico Superior Especializado (ITSE) e INADEH, así como a viajeros y turistas que van hacia el Aeropuerto Internacional de Tocumen. Se espera que este nuevo tramo transporte a más de 1.000mil personas por hora en cada sentido, y una demanda futura de más de 40.000mil personas por hora sentido en toda Línea. 
La línea 2 cuenta con una longitud en su tramo "Inicial" completo de 21 kilómetros desde la estación San Miguelito hasta Nuevo Tocumen y 23,2 km más en su tramo "total" desde la estación  Corredor Sur hasta la estación Aeropuerto, contando a todas las estaciones de la línea.

## Historia
El Consorcio Línea 2, un conglomerado internacional formado por las empresas Fomento de Construcciones y Contratas (FCC), de España, Odebrecht, de Brasil, y Alstom, de Francia, ha ganado una licitación para construir la segunda fase del Metro de Panamá —una de las mayores obras de infraestructura de Centroamérica— y derrotó a otros competidores de México, China, España y Perú.
La restringida capacidad de crecimiento que tiene el sistema vial existente, debido a la configuración estrecha y alargada del Área Metropolitana determinó que se planteara servir los corredores troncales de transporte público con tecnologías de transporte masivo con derecho de vía propio sin afectar o con la mínima afectación posible a la capacidad vial disponible.
En este contexto el sector Este de la Ciudad de Panamá (desde la Avenida Cincuentenario hasta el distrito de Chepo), que albergaba en el año 2010 cerca de 500 mil habitantes, presenta en la actualidad condiciones de movilidad muy precarias, sobre todo en los períodos pico, con largos recorridos sobre una red vial con capacidad y conectividad deficitarias.
Actualmente el tiempo de viaje en transporte público promedio desde estos sectores al centro de la ciudad en el período pico está cercano a los 90 minutos, alcanzando inclusive más de dos horas.
Desde la construcción de la Línea 2 del Metro de Panamá en 2015, con una inversión de 1.857 millones de dólares, su costo se ha elevado alrededor de un 7,7% en relación con mejoras, cambios y ajustes en la conversión de la moneda, dijeron este lunes autoridades encargadas del gran proyecto.
El viernes 18 de enero operó de forma parcial y temporalmente cinco estaciones de la Línea 2 del Metro de Panamá, días antes de que se realice en el país la Jornada Mundial de la Juventud (JMJ). Las estaciones que estaban operativas son las siguientes: corredor Sur, Cincuentenario, Pedregal, San Antonio y San Miguelito. Las puertas de estas estaciones se abrieron desde las 5:00 a. m.
Finalmente, el presidente de Panamá, Juan Carlos Varela, inauguró este jueves la segunda línea del metro del país, de 21 kilómetros de longitud, y anunció que la tercera línea del suburbano se licitará a principios de mayo próximo .
"Aquí está la línea 2 del metro construida con transparencia, con honestidad y, sobre todo, con mucha eficiencia. (La nueva línea) va a devolver varias horas de vida a las familias panameñas para descansar y estar juntos", aseguró el mandatario.
La línea 2 del metro, que contaba con 16 paradas cuando se inauguró y cuyo coste ha superado los 2.000 millones de dólares para su construcción original, conectaba en aproximadamente 35 minutos los barrios orientales de Nuevo Tocumen y 24 de Diciembre con el distrito norteño de San Miguelito, donde enlaza con la Línea 1, en funcionamiento desde 2014.
Panamá es el único país de Centroamérica que tiene metro y ambas líneas fueron construidas por el consorcio formado por la brasileña Odebrecht y la española FCC Construcciones.
"Hemos sabido desarrollar un proyecto en una ciudad en continuo cambio y viva, en la cual todo panameño y panameña desarrolla diariamente su actividad. Hemos sabido combinar el desarrollo de esta infraestructura clave para el país, como hicimos también en Línea 1 de metro, y mejorar la vida cotidiana de los ciudadanos".

## Estaciones

### Ruta Principal
| Estación          | Inauguración        | Acceso para discapacitados | Ubicación                                     | Corregimiento        | Conexiones                                                                                    | Estación                    | Tipo de estación |
| ----------------- | ------------------- | -------------------------- | --------------------------------------------- | -------------------- | --------------------------------------------------------------------------------------------- | --------------------------- | ---------------- |
| San Miguelito     | 25 de abril de 2019 | Acceso para discapacitados | Avenida Domingo Díaz con Avenida Transístmica | Victoriano Lorenzo   | Correspondencia - Línea 1 Otros servicios - Metro San Miguelito - Gran Estación (a distancia) | Terminal de correspondencia | Elevada          |
| Paraíso           | 25 de abril de 2019 | Acceso para discapacitados | Avenida Domingo Díaz                          | Mateo Iturralde      | Otros servicios - Severino Hernández (a distancia)                                            | Paso                        | Elevada          |
| Cincuentenario    | 25 de abril de 2019 | Acceso para discapacitados | Avenida Domingo Díaz                          | José Domingo Espinar | Servicio planeado - Teleférico (2028) Otros servicios - Metro Cincuentenario                  | Paso                        | Elevada          |
| Villa Lucre       | 25 de abril de 2019 | Acceso para discapacitados | Avenida Domingo Díaz                          | José Domingo Espinar | Otros servicios - Metro Villa Lucre                                                           | Paso                        | Elevada          |
| El Crisol         | 25 de abril de 2019 | Acceso para discapacitados | Avenida Domingo Díaz                          | José Domingo Espinar | Servicio planeado - Línea 5 Otros servicios - Metro El Crisol                                 | Paso                        | Elevada          |
| Brisas del Golf   | 25 de abril de 2019 | Acceso para discapacitados | Avenida Domingo Díaz                          | Rufina Alfaro        | Otros servicios - Brisas del Golf                                                             | Paso                        | Elevada          |
| Cerro Viento      | 25 de abril de 2019 | Acceso para discapacitados | Avenida Domingo Díaz                          | Rufina Alfaro        | Otros servicios - ZP Metro Cerro Viento                                                       | Paso                        | Elevada          |
| San Antonio       | 25 de abril de 2019 | Acceso para discapacitados | Avenida Domingo Díaz                          | Rufina Alfaro        | Otros servicios - Metro San Antonio                                                           | Paso                        | Elevada          |
| Pedregal          | 25 de abril de 2019 | Acceso para discapacitados | Avenida Domingo Díaz                          | Pedregal Don Bosco   | Otros servicios - ZP Metro Pedregal                                                           | Paso                        | Elevada          |
| Don Bosco         | 25 de abril de 2019 | Acceso para discapacitados | Avenida Domingo Díaz                          | Pedregal Don Bosco   | Otros servicios - Metro Don Bosco                                                             | Paso                        | Elevada          |
| Corredor Sur      | 25 de abril de 2019 | Acceso para discapacitados | Avenida Domingo Díaz                          | Las Mañanitas        | Conexión - Ramal Otros servicios - Metro Corredor Sur                                         | Paso y Conexión             | Elevada          |
| Las Mañanitas     | 25 de abril de 2019 | Acceso para discapacitados | Carretera Panamericana                        | Las Mañanitas        | Otros servicios - Metro Mañanitas                                                             | Paso                        | Elevada          |
| Hospital del Este | 25 de abril de 2019 | Acceso para discapacitados | Carretera Panamericana                        | Tocumen              | Otros servicios - Metro Hospital del Este                                                     | Paso                        | Elevada          |
| Altos de Tocumen  | 25 de abril de 2019 | Acceso para discapacitados | Carretera Panamericana                        | Tocumen              | Otros servicios - Metro Altos de Tocumen                                                      | Paso                        | Elevada          |
| 24 de Diciembre   | 25 de abril de 2019 | Acceso para discapacitados | Carretera Panamericana                        | 24 de Diciembre      | Otros servicios - ZP Metro 24 de Diciembre                                                    | Paso                        | Elevada          |
| Nuevo Tocumen     | 25 de abril de 2019 | Acceso para discapacitados | Carretera Panamericana                        | 24 de Diciembre      | Otros servicios - Metro Nuevo Tocumen - Metro Nuevo Tocumen Externa                           | Terminal                    | Elevada          |

### Ramal
| Estación   | Inauguración        | Acceso para discapacitados | Ubicación            | Corregimiento | Conexiones                                                          | Estación | Tipo de estación |
| ---------- | ------------------- | -------------------------- | -------------------- | ------------- | ------------------------------------------------------------------- | -------- | ---------------- |
| ITSE       | 15 de marzo de 2023 | Acceso para discapacitados | Avenida Domingo Díaz | Tocumen       |                                                                     | Paso     | Elevada          |
| Aeropuerto | 15 de marzo de 2023 | Acceso para discapacitados | Avenida Domingo Díaz | Tocumen       | Otros servicios - Aeropuerto Internacional de Tocumen (a distancia) | Terminal | Elevada          |

## Diseño e inicio
En su primera etapa, la Línea 2 tenía una longitud de 21 kilómetros de vía elevada y contaba con 16 estaciones, ubicadas en los puntos de mayor concentración de usuarios como San Miguelito, Paraíso, cruce con la Vía Cincuentenario, las urbanizaciones Villa Lucre, Brisas del Golf, los centros comerciales Los Pueblos y Metromall; Urbanización San Antonio, Las Acacias en el corregimiento de Pedregal, Urbanización Don Bosco, la Universidad Tecnológica de Panamá (UTP), Las Mañanitas, el Hospital Irma de Lourdes Tzanetatos en Tocumen, Altos de Tocumen, el centro comercial La Doña ubicado en el sector del 24 de Diciembre y la comunidad de Nuevo Tocumen.
En marzo de 2023, la línea 2 fue ampliada con un ramal hacia el Aeropuerto Internacional de Tocumen desde la estación Corredor Sur. La línea 2 actualmente tiene 18 estaciones y 23 kilómetros de vía elevada entre la estación San Miguelito y Nuevo Tocumen, más el ramal que conecta la estación ITSE y Aeropuerto con el resto de la línea.

## Futuro

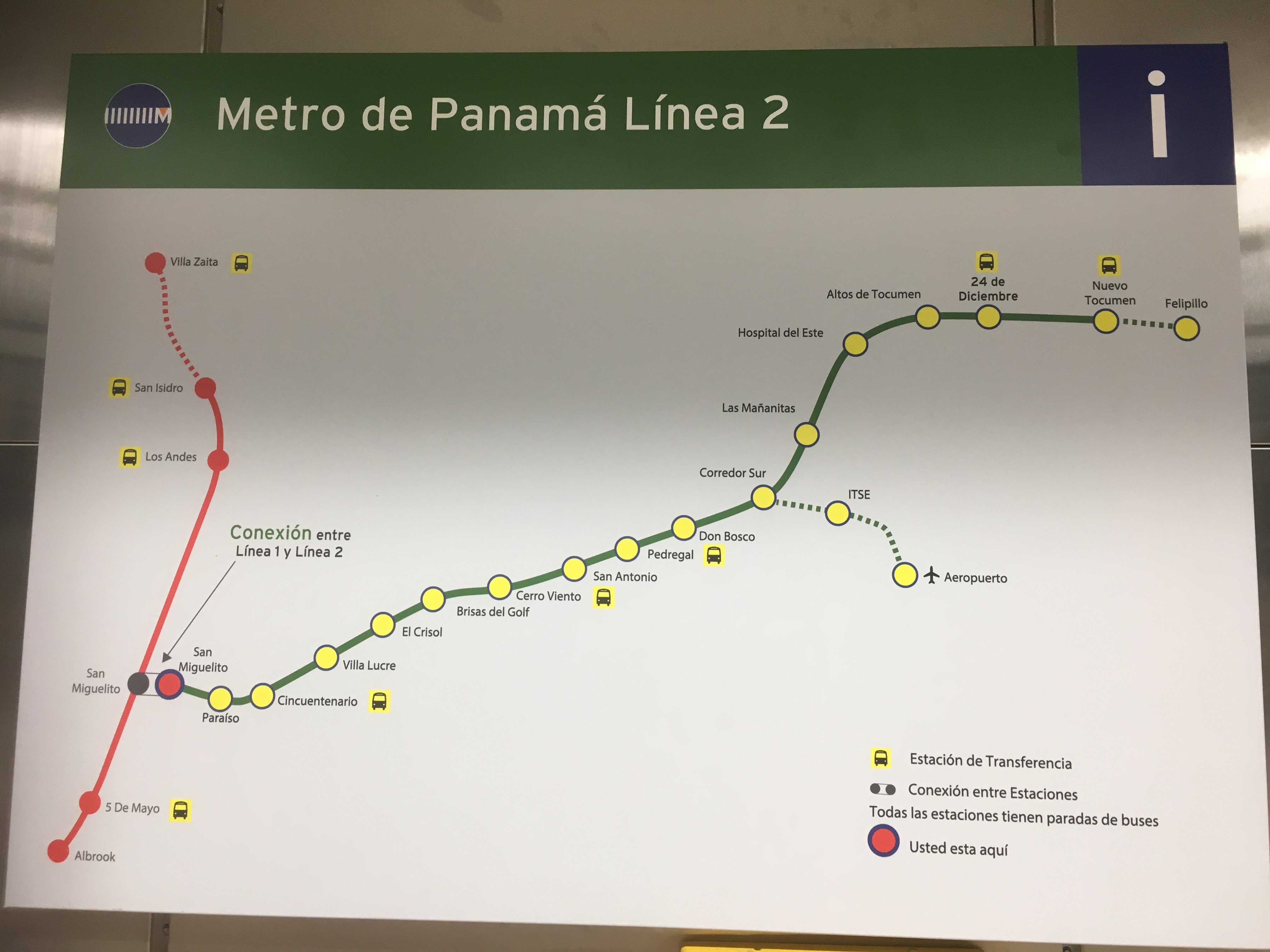
Futuras extensiones de la línea incluyendo el ramal al Aeropuerto de Tocumen.

El Ramal Línea 2 es una extensión de la línea 2 del metro de la Ciudad de Panamá que conecta la estación Corredor Sur con el Aeropuerto Internacional de Tocumen. Esta obra, que se inauguró el 15 de marzo de 2023, consta de 2 kilómetros de extensión e incluye la construcción de una estación que prestará servicio al Instituto Nacional de Formación Profesional y Capacitación para el Desarrollo Humano (INADEH) y al Instituto Técnico Superior de Panamá Este (ITSE).
Para llegar a las estaciones del ITSE o del Aeropuerto, los usuarios deben llegar a la estación Corredor Sur, donde encontrarán el andén central y un tren disponible para movilizarlos hacia estas dos estaciones.
También está previsto ampliar la Línea 2, en una siguiente etapa, hasta la Universidad Tecnológica, en la Vía Ricardo J. Alfaro, con un aproximado de 3.6 kilómetros. Dicha ampliación debe extenderse a lo largo de las avenidas Ricardo J. Alfaro y Federico Boyd, hasta la cercanías de la Cinta Costera, con transferencia a la Línea 1 en la estación Iglesia del Carmen. Una segunda etapa de esta línea se extenderá dos kilómetros hasta el sector de Felipillo.